# Museo di Storia Naturale (Ferrara)
Das Museo Civico di Storia Naturale von Ferrara befindet sich am Largo Florestano Vancini Nr. 2.

## Geschichte und Beschreibung

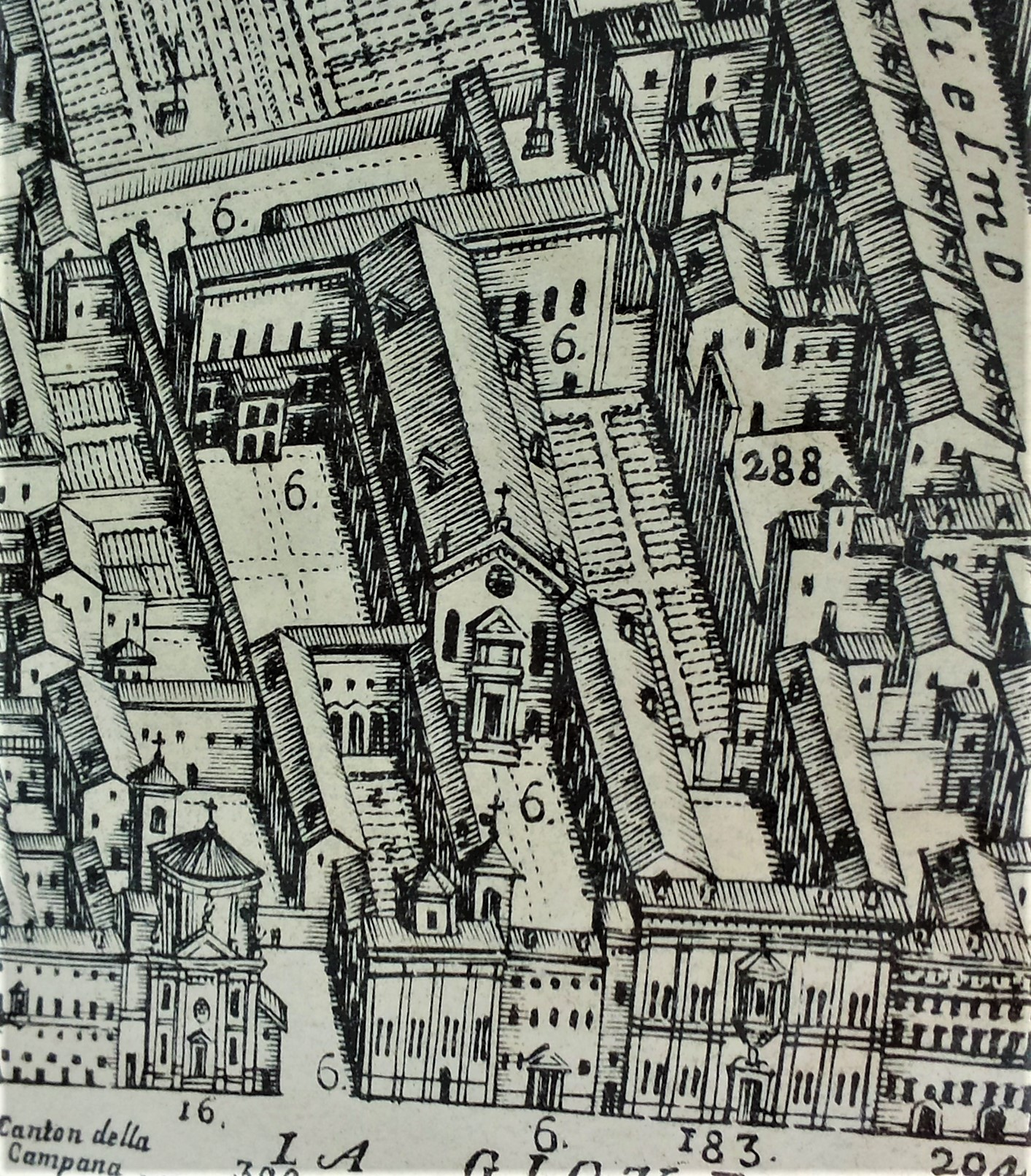
Der Ort, an dem sich heute das Museum befindet, ist auf einem Stich von Andrea Bolzoni aus dem Jahr 1747 zu sehen, der einen Ausschnitt aus dem Stadtplan und Ansicht der Stadt Ferrara zeigt. Damals befand sich auf dem Gelände das Krankenhaus Sant’Anna.

Der erste Grundstock des Museums entstand im 18. Jahrhundert mit der Schenkung von Mineralien durch den Kanoniker Antonio Marescotti an das bereits bestehende städtische Museum. Im Jahr 1850 wurde die Sammlung durch eine Schenkung von Elia Rossi um zoologische Exemplare aus Afrika erweitert.
Im Jahr 1862 beschloss die Universität Ferrara, die sich damals im Besitz der Stadt befand, dass ein Museum notwendig sei, um die Lehre des neuen Lehrstuhls für Naturgeschichte zu unterstützen. Die offizielle Einweihung fand 1872 in den Räumen des ehemaligen Märtyrerklosters in der Via Roversella statt. Die Leitung wurde Galdino Gardini anvertraut, der sich eifrig um die Beziehungen zu verschiedenen Spendern und Mäzenen (Elia Rossi, Angelo Castelbolognesi, Enea Cavalieri, Angelo Fiorini, Angelo Conti). Der Bestand des Museums wuchs auf über 74.000 Exemplare aus den Bereichen Zoologie, Mineralogie, Geologie, Paläontologie und Ethnographie an.
Nach der Pensionierung Gardinis im Jahr 1892 stagnierte die Tätigkeit des Museums zunächst. Es wurde für Inventarisierungsarbeiten geschlossen und erst 1937 wiedereröffnet, nachdem die bereits teilweise verstreuten Sammlungen in das neue Gebäude verlegt worden waren, das der Ingenieur Carlo Savonuzzi in Zusammenarbeit mit seinem Bruder Girolamo zwischen 1935 und 1937 auf den mittelalterlichen Ruinen des ehemaligen städtischen Krankenhauses geplant und errichtet hatte. Das Museum gewann jedoch erst nach dem Zweiten Weltkrieg wieder an Bedeutung, als Mario Francesco Canella zum Direktor ernannt wurde, der das Amt von 1952 bis 1978 innehatte. Im Jahr 1982 übernahm der Naturforscher und Biologe Fausto Pesarini die Leitung und führte eine umfassende bauliche und funktionelle Renovierung durch. Seit 2012 wird es von Stefano Mazzotti geleitet, der bereits seit 1990 Konservator für Zoologie am Museum ist.